# Primeiro Dia de um Ano Qualquer
 Primeiro dia de um ano qualquer é um filme brasileiro de 2012, do gênero drama, escrito e dirigido por Domingos de Oliveira. Foi selecionado para a mostra competitiva a melhor filme para Première Brasil no Festival do Rio em 2012. O filme trata filosoficamente sobre as expectativas da transição entre um ano que termina e o início de outro ano. Kikito de Melhor Roteiro no 41º Festival de Gramado, em 2013.

## Elenco
| Atores               | Personagens  | Notas                 |
| -------------------- | ------------ | --------------------- |
| Maitê Proença        | Consuelo     |                       |
| Priscilla Rozenbaum  | Laura        |                       |
| Domingos de Oliveira | Napoleão     |                       |
| Ricardo Kosovski     | Augusto      |                       |
| Alexandre Nero       | Franco       |                       |
| Dedina Bernardelli   | Raíra        |                       |
| Orã Figueiredo       | Omar Habib   |                       |
| Sara Antunes         |              |                       |
| Clarice Falcão       | Sheila       |                       |
| Clarisse Derziè Luz  |              |                       |
| Tammy Di Calafiori   | Lívia        |                       |
| Duaia Assumpção      | Luzia        |                       |
| Fernando Arze        |              |                       |
| Guilherme Fiuza      | Luiz Eduardo |                       |
| Marcelo Pio          |              |                       |
| Alexandre Freitas    |              |                       |
| Nina Luz             |              |                       |
| Júlia Portes         |              |                       |
| Ana Vitória Bastos   |              |                       |
| Teresa Bernardelli   |              |                       |
| Ney Matogrosso       | Yan          | Participação Especial |